# Schönster Herr Jesu

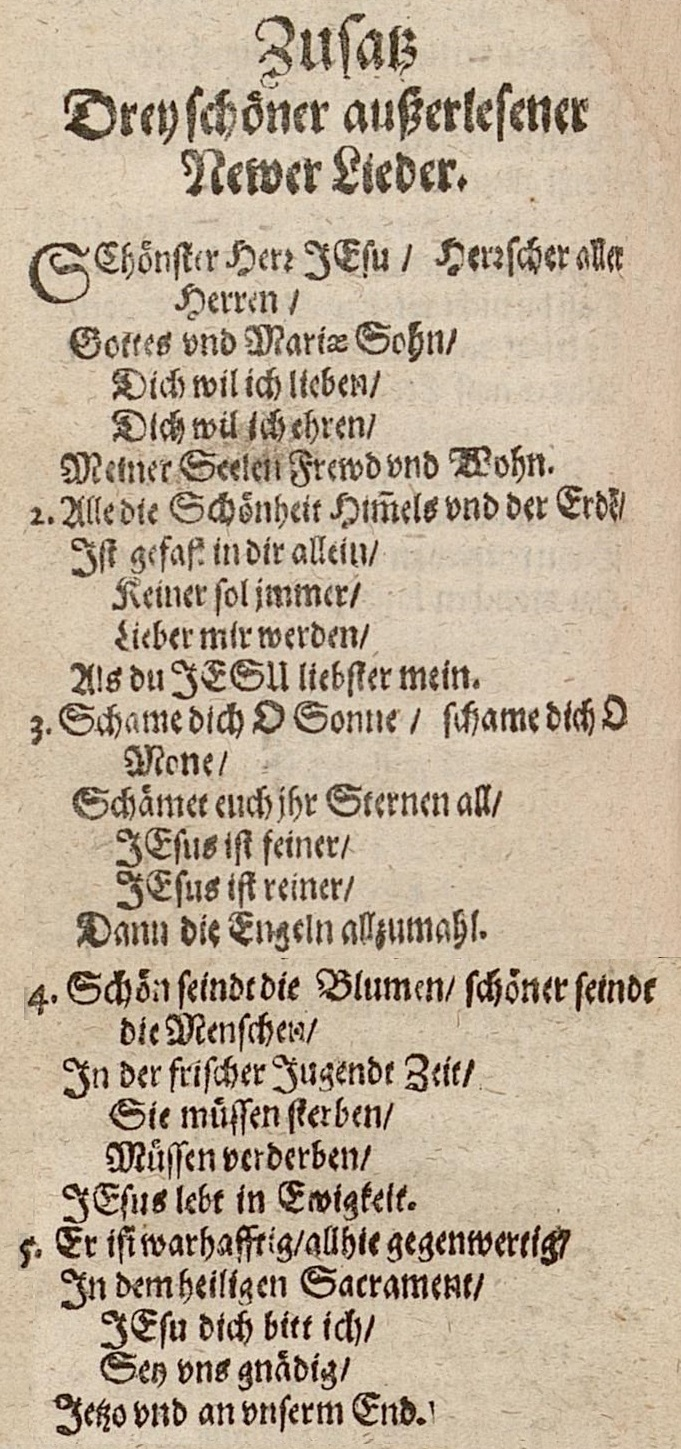
Schönster Herr Jesu, Erstdruck im Münsterisch Gesangbuch von 1677

Schönster Herr Jesu ist ein geistliches Lied der katholischen Tradition. Es ist das Gebet eines Einzelnen zu Jesus Christus und preist dessen geistliche Schönheit, die alles Geschaffene transzendiere und in der Eucharistie gegenwärtig sei, als letztes Ziel der Liebe. Der Verfasser des 1677 erstmals gedruckten Textes ist unbekannt, ebenso die Komponisten der beiden Melodien aus dem 17. und 19. Jahrhundert. Das Lied ist in den wichtigsten deutschsprachigen katholischen und evangelischen Gesangbüchern in unterschiedlichen Textfassungen enthalten und existiert auch in zahlreichen Übersetzungen in andere Sprachen.

## Entstehung und Rezeption
Der Hymnologe Bernhard Hölscher (1813–1890) berichtete in einem Aufsatz über ein von ihm in Münster gefundenes Manuskriptheft, das er auf die 1660er Jahre datierte und in dem sich neben anderen geistlichen und weltlichen Liedern die älteste bekannte Niederschrift des Liedes Schönster Herr Jesu in einer sechsstrophigen Version findet, überschrieben Suspirium ad Jesum – „Seufzer zu Jesus“. Hölscher vermutete als Schreiber des Heftes einen Schüler des münsterschen Jesuitengymnasiums. Den Autor der geistlichen Texte des Heftes stellte er in die Nähe Friedrich Spees. Diese Nähe zu Spees Denken und Dichten und allgemeiner zum jesuitischen Anliegen der Glaubensverinnerlichung im Zuge der Gegenreformation ist für das Lied Schönster Herr Jesu unbestritten; eine direkte Verfasserschaft Spees gilt jedoch als unwahrscheinlich.
Auch der Lüner Kirchenlieddichter Rudolph Nagell wurde als Mitautor genannt (im Gesangbuch von Münster 1677). 
In der Rezeption unterlag das Lied zahllosen Veränderungen. Schon der Erstdruck im Münsterisch Gesangbuch von 1677 bringt einen anderen Text als Hölschers Manuskriptheft; die vierte der sechs Strophen fehlt dort ganz. Dagegen bieten die Ausgaben des Kölner Jesuitengesangbuchs Geistliches Psälterlein ab dem späten 17. Jahrhundert eine sechsstrophige Fassung, die also nicht auf dem Münsterschen Gesangbuch basiert. Auch Heinrich Bones Fassung von 1847 liegen alle sechs Strophen zugrunde.
Bones kirchlich-restaurativer Edition ging die Verdrängung des Liedes in der Aufklärungszeit voraus sowie seine romantische Wiederbelebung als „schlesisches Volkslied“ durch den Protestanten August Heinrich Hoffmann von Fallersleben, Breslau 1842, unter der Überschrift „Jesus über Alles“. In dieser ebenfalls von den Vorlagen stark abweichenden Fassung fehlt die ursprüngliche Strophe 5 („sie müssen sterben, müssen verderben“). Stattdessen ist als zweite die Strophe „Schön sind die Wälder, schön sind die Felder“ neu eingefügt. Die Schlussstrophe ist so umgedichtet, dass der Sakramentsbezug entfällt. 
In dieser Fassung war das Lied in den folgenden Jahrzehnten im evangelischen Kontext populärer als im katholischen. Otto Riethmüller behielt für sein evangelisches Jugendliederbuch Ein neues Lied (1932) Hoffmann von Fallerslebens zweite Strophe bei, nahm aber auch die getilgte fünfte Strophe wieder auf. Die Sakramentsstrophe strich er ersatzlos und setzte an den Schluss die ursprüngliche Strophe 2 „Alle ... Schönheit ... ist gefasst in dir allein“. So wurde das Lied ins Evangelische Kirchengesangbuch (Nr. 495), ins Mennonitische Gesangbuch (Nr. 59) und, mit unwesentlichen Änderungen, ins aktuelle Evangelische Gesangbuch (Nr. 403) aufgenommen. Textlich etwas eigenständiger und unabhängiger davon die fünfstrophige Fassung im Gesangbuch der Evangelisch-methodistischen Kirche (Nr. 118).
Die katholische Wiederaufnahme des Liedes – Kirchenlied (1938), Gotteslob (1975) und schließlich Gotteslob (2013) (Nr. 364) – folgt, mit einigen Textretuschen, der Fassung Münster 1677. Die Gegenwart Jesu „in dem heiligen Sacrament“ ist dabei ergänzt zu „durch dein Wort und Sakrament“. Diese Version ist auch die ö-Fassung.

## Heute gebräuchlicher Text
| EG 403 | GL 364 |
| 1. Schönster Herr Jesu, Herrscher aller Herren, Gottes und Marien Sohn, dich will ich lieben, dich will ich ehren, meiner Seele Freud und Kron.     | 1. Schönster Herr Jesu, Herrscher aller Herren, Gottes und Marien Sohn, dich will ich lieben, dich will ich ehren, meiner Seele Freud und Kron.     |
| 2. Schön sind die Wälder, schöner sind die Felder in der schönen Frühlingszeit; Jesus ist schöner, Jesus ist reiner, der mein traurig Herz erfreut. | 2. Alle die Schönheit Himmels und der Erden ist gefasst in dir allein. Keiner soll immer lieber mir werden als du, liebster Jesu mein.              |
| 3. Schön ist der Monde, schöner ist die Sonne, schön sind auch die Sterne all. Jesus ist feiner, Jesus ist reiner als die Engel allzumal.           | 3. Schön ist der Monde, schöner ist die Sonne, schön sind auch die Sterne all. Jesus ist feiner, Jesus ist reiner als die Engel allzumal.           |
| 4. Schön sind die Blumen, schöner sind die Menschen in der frischen Jugendzeit; sie müssen sterben, müssen verderben: Jesus bleibt in Ewigkeit.     | 4. Schön sind die Blumen, schöner sind die Menschen in der frischen Jugendzeit. Sie müssen sterben, müssen verderben, Jesus bleibt in Ewigkeit.     |
| 5. Alle die Schönheit Himmels und der Erden ist gefasst in dir allein. Nichts soll mir werden lieber auf Erden als du, liebster Jesu mein.          | 5. Schönster Herr Jesu, bei uns gegenwärtig durch dein Wort und Sakrament, Jesu, dich bitt ich: Herr, sei uns gnädig jetzt und auch am letzten End. |

## Melodien
Die Melodie von 1677 ist eine harmonisch expressive Barockweise in Moll mit teilweise großen Intervallen. Dagegen ist die schlesische Melodie in Dur, die sich 1842 bei Hoffmann von Fallersleben findet, sanglicher und heiterer. Die katholischen Gesangbücher enthalten nur die barocke, die evangelischen beide Melodien.

## Rezeption in Dänemark, Schweden, Finnland, Estland und den Niederlanden
Das Lied Schönster Herr Jesu mit der schlesischen Melodie sowie der romantischen Überschrift „Alte Kreuzfahrerhymne“ wurde 1850 dem dänischen Dichter Bernhard Severin Ingemann bekannt. Er verfasste, in nur loser Anlehnung an die Vorlage, den Text Dejlig er jorden („Schön ist die Erde“), der von der irdischen Pilgerschaft zum Himmel handelt und dessen dritte Strophe auf die Geburt Christi Bezug nimmt. Das Lied wurde zu einem der beliebtesten dänischen Weihnachtslieder, zudem wird es häufig bei Beerdigungen gesungen.
1884 veröffentlichte die schwedische Schriftstellerin Cecilia Bååth-Holmberg eine schwedische Fassung, die eng bei der dänischen Vorlage bleibt. Härlig är jorden wurde auch in Schweden als Weihnachtslied populär und war 1997 das beliebteste Lied bei Bestattungsgottesdiensten. In dem schwedischen Film Wie im Himmel (2004) erklingt es mehrmals. Hilja Haahti übertrug es ins Finnische und Johann Köpp ins Estnische.
Wahrscheinlich in Schweden lernte die niederländische Schriftstellerin Catharina van Hille-Gaerthé das Lied kennen. In ihr Buch Onder het stroodak (1915) fügte sie eine niederländische Version Eeuwen geleden einschließlich Notensatz ein mit der Angabe „Melodie eines mittelalterlichen schwedischen Weihnachtslieds“. Diese Angabe zur Melodieherkunft findet sich in einigen schwedischen Liederbüchern um 1900. In der Handlung wird das Lied als altes niederländisches Traditionsgut präsentiert. Alle Indizien sprechen jedoch dafür, dass Hille-Gaerthé selbst die Verfasserin des Textes ist, der eindeutiger als die dänisch-schwedische Vorlage vom Weihnachtsgeschehen handelt. Eeuwen geleden ist bis heute in den Niederlanden ein beliebtes Weihnachtslied.
Insgesamt ist das Lied eines der am häufigsten in fremde Sprachen übertragenen geistlichen deutschen Lieder. Es gibt Fassungen des Liedes in Bulgarisch, Cebuano (Philippinen), Dänisch, Englisch, Fidschi, Finnisch, Französisch, Isländisch, Indonesisch, Italienisch, Kiribatisch, Lettisch, Niederländisch, Norwegisch, Polnisch, Portugiesisch, Rumänisch, Russisch, Samoanisch, Schwedisch, Spanisch, Tagalog (Philippinen), Tongaisch, Tschechisch, Ukrainisch, Ungarisch und Vietnamesisch.